# Anjouan

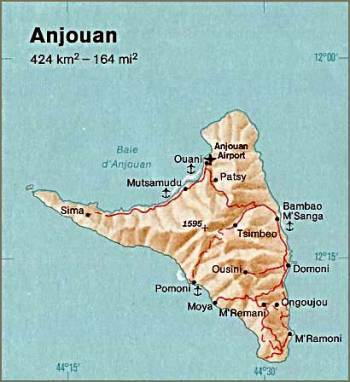
Karta över Anjouan

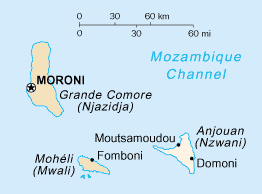
Karta över Komorerna

Anjouan (även Ndzuwani) är en ö i Komorerna i Indiska oceanen. Öns huvudstad är Mutsamudu och 1991 var antalet invånare ungefär 189 000. Ytan är 424 km².

## Historia
Omkring 1500 grundades sultanatet Ndzuwani och utbredde sig snart över hela ön. 1866 blev Anjouan franskt protektorat och 1912 annekterades ön av Frankrike och sultanatet kuvades helt. Anjouan blev en del av staten Komorerna vid självständigheten 1975.
1997 deklarerade Anjouan sin självständighet från Komorerna. 
2000 nådde man en överenskommelse (2000 Fomboni Accord) med Komorernas överbefälhavare överste Azali om bildandet av en konfederation. I slutet av 2001 godkändes den nya konstitutionen och presidentval ägde rum på våren 2002. Varje ö i landet valde då sin egen president och en ny unionspresident svor presidenteden den 26 maj 2002.